# Szerokiej drogi, kochanie
Szerokiej drogi, kochanie – polski film psychologiczny z 1971 roku w reżyserii Andrzeja Jerzego Piotrowskiego.
Polska premiera odbyła się w podwójnym pokazie z reportażem „Ich miłość” Romana Wionczka z 1971 roku.

## Opis fabuły
Doktor Jaroń jedzie z kochanką Zuzanną nad morze. Awaria samochodu zmusza ich do zatrzymania w warsztacie. Właściciel, inżynier Maćkowski, zaprasza ich do siebie na nocleg. Poza nimi są dziennikarz Mucha i młodziutka Gabrysia, rzekomo siostrzenica gospodarza. Radio nadaje komunikat, w którym żona Jaronia wzywa go do natychmiastowego powrotu. Zuzanna spędza noc z mechanikiem Jankiem. Inżynier znika i zabiera ze sobą tajemniczą żółtą walizkę. Rankiem odjeżdża też Jaroń i Zuzanna z dziennikarzem.

## Obsada
- Małgorzata Niemirska – pielęgniarka Zuzanna, kochanka Jaronia
- Wieńczysław Gliński – doktor Grzegorz Jaroń
- Leon Niemczyk – Adam Maćkowski, właściciel warsztatu samochodowego
- Witold Pyrkosz – dziennikarz Mucha
- Anna Dymna – Gabrysia, „siostrzenica” Maćkowskiego
- Jerzy Janeczek – Janek, mechanik w warsztacie Maćkowskiego